# Walter Serauky
Walter Karl August Serauky (* 20. April 1903 in Halle/Saale; † 20. August 1959 ebendort) war ein deutscher Musikwissenschaftler und Händel-Forscher.

## Leben
Serauky, evangelisch-lutherisch, wurde 1903 als Sohn eines Versicherungsagenten und einer Hausfrau in Halle/Saale geboren. Nach dem Abitur 1922 an der Latina der Franckeschen Stiftungen zu Halle studierte er Musikwissenschaft sowie Germanistik, Geschichte und Philosophie an den Martin-Luther-Universität Halle-Wittenberg und der Universität Leipzig. Von 1923 bis 1933 gehörte er der Freien Volksbühne an. 1928 wurde er bei Arnold Schering und Max Schneider an der Philosophischen Fakultät der Universität Halle mit der Dissertation Die musikalische Nachahmungsästhetik im Zeitraum von 1700 bis 1850 zum Dr. phil. promoviert.
Von 1928 bis 1934 war er Kultur- und Theaterreferent der liberalen Vossischen Zeitung in Berlin. Außerdem war er von 1929 bis 1932 außerplanmäßiger wissenschaftlicher Assistent am Musikwissenschaftlichen Seminar der Universität Halle. 1932 habilitierte er sich über die „Musikgeschichte der Stadt Halle I“. Seine Antrittsvorlesung als Privatdozent handelte von der „Wesen und Aufgaben der Musiksoziologie“. Die Gutachter der Arbeit waren erneut Schering und Schneider.
Im Jahr 1933 trat er kurzzeitig der SA bei, die er noch im selben Jahr aus gesundheitlichen Gründen wieder verließ. 1937 wurde er Mitglied der NSDAP. Außerdem war er ab 1938 NSV- und NSLB-Mitglied (bis 1943); 1941 trat er dem NS-Dozentenbund bei. 1940 wurde er außerplanmäßiger Professor für Musikwissenschaft. Während der Arbeiten zum dritten Band der Halleschen Musikgeschichte 1941 wurde er zum Kriegsdienst bei den Landesschützen der Wehrmacht eingezogen, dann aber bereits im darauffolgenden Jahr als Versehrter entlassen. 1942 wurde er ordentliches Mitglied des Staatlichen Instituts für deutsche Musikforschung in Berlin. 1943/44 vertrat er die Professur von Helmut Schultz am Musikwissenschaftlichen Institut und das Direktorat am Musikinstrumentenmuseum an der Universität Leipzig sowie kommissarisch das künstlerische Prüfungsamt. Von August 1944 bis Januar 1945 wurde er zum Volkssturm in Halle einberufen. Nach dem Musikwissenschaftler Eckehard Pistrick „muß [seine] Rolle während der NS-Zeit […] sehr differenziert betrachtet werden“. Er wäre einerseits „vom zeittypischen politischen Opportunismus belastet“ gewesen, andererseits müsse man „auch sein[en] unermüdliche[n] persönliche[n] Einsatz für die Musikwissenschaft“ hervorheben.
Ende 1945 entließ ihn die Universität Halle, wohl aufgrund seiner ehemaligen NSDAP-Mitgliedschaft. 1947 trat Serauky in den FDGB ein. 1945/46 war er als Bibliothekar des Musikwissenschaftlichen Seminars tätig. Er bemühte sich um Rehabilitierung, welche ihm 1946 durch den „Antifaschistischen Block der Stadt Halle“ ermöglicht wurde. 1946/47 erhielt er einen befristeten Forschungsauftrag zu Georg Friedrich Händel. 1948/49 war er Lektor für Musikwissenschaftliche Propädeutik und Neuere Musikgeschichte an der Universität Halle. 1949 wurde er zum Professor mit Lehrstuhl berufen sowie Direktor des Musikwissenschaftlichen Institutes. Seine Forschungsschwerpunkte waren die Musikwissenschaft, insbesondere die Musikgeschichte der Stadt Halle/Saale sowie die Romantik und der Realismus in der Musik.
Ab 1945 war er Mitglied der LDPD. 1955 wurde er Vorstandsmitglied der Georg-Friedrich-Händel-Gesellschaft und 1957 des Wissenschaftlichen Beirates für Musikwissenschaft beim Staatssekretariat für das Hoch- und Fachschulwesen. Ferner war er Mitglied der International Musicological Society in Basel.

## Publikationen (Auswahl)
- Die musikalische Nachahmungsästhetik im Zeitraum von 1700 bis 1850 (1929)
- Musikgeschichte der Stadt Halle (2 Bd., 1935–1943)
- Samuel Scheidt in seinen Briefen (1937)
- Halle als Musikstadt (1954)
- Georg Friedrich Händel. Sein Leben – sein Werk (5 Bd., 1956–1958)